# Trichrous pilipennis
Trichrous pilipennis är en skalbaggsart som beskrevs av Louis Alexandre Auguste Chevrolat 1862. Trichrous pilipennis ingår i släktet Trichrous och familjen långhorningar.
Artens utbredningsområde är:
- Bahamas.
- Kuba.

Inga underarter finns listade i Catalogue of Life.